# IC 340
IC 340 је лентикуларна галаксија у сазвјежђу Еридан која се налази на листи објеката дубоког неба у Индекс каталогу.
Деклинација објекта је - 13° 6' 54" а ректасцензија 3h 39m 28,9s. Привидна величина (магнитуда) објекта IC 340 износи 13,5 а фотографска магнитуда 14,5. IC 340 је још познат и под ознакама MCG -2-10-5, PGC 13464.